# Cerina Vincent
Cerina Vincent est une actrice américaine née le 7 février 1979 à Las Vegas (Nevada, États-Unis).
Elle est la sœur de l'acteur Gino Vincent.

## Biographie
Cerina est une Italo-Américaine, née à Las Vegas où elle a grandi.
En 1996, elle remporte le concours de beauté Miss Nevada Teen USA et termine dans le top 15 du concours Miss Teen USA.
Elle s'installe à Los Angeles et décroche un rôle dans la série télé Power Rangers : L'Autre Galaxie.
Cerina a montré ses seins nus à plusieurs reprises dans le film comédie américaine Sex Academy. Elle a joué une fille qui a toujours vécu nue, une parodie du personnage de Shannon Elizabeth dans le film American Pie.
Cerina a ensuite exposé sa poitrine plusieurs fois dans le film d'horreur Cabin Fever. Cabin Fever a aussi été le premier film où elle exécute des scènes de sexe.
Cabin Fever dispose également d'une célèbre scène troublante de Cerina. Sa prestation dans Cabin Fever a été suivie par de nombreux autres films d'horreur. Son travail dans ce genre lui a valu le titre de « Scream Queen » (littéralement : « reine du hurlement »).
Le 4 février 2019, elle a accueilli son premier enfant, un garçon prénommé Nicola.
En 2021, elle partage l'affiche du téléfilm Mia, 17 ans pour toujours (Secrets In The water), aux côtés de Brian Krause.

## Filmographie

### Cinéma
- 1999 : J'emporterais ton âme (Fear Runs Silent) : June
- 2001 : Sex Academy (Not Another Teen Movie) : Areola
- 2002 : Darkened Room : une fille
- 2004 : Cabin Fever : Marcy
- 2004 : Final Sale : Cerina
- 2004 : Girls Wanted (Murder-Set-Pieces) : une jolie fille
- 2005 : Intermedio : Gen
- 2005 : Conversation(s) avec une femme (Conversations with Other Women) : Sarah la danseuse
- 2006 : The Surfer King : Tiffany
- 2005 : Terreur en milieu hostile (It Waits) : Danielle 'Danny' St. Claire
- 2006 : Pennies : Kimberly
- 2006 : Bigfoot, attaque en forêt (Sasquatch Mountain) : Erin Price
- 2006 : Les 7 Momies (Seven Mummies) : Lacy
- 2007 : Return to House on Haunted Hill : Michelle
- 2007 : Wifey
- 2007 : Coup de foudre à l'italienne (en) (Everybody Wants to Be Italian) : Marisa Costa
- 2008 : Just Add Water
- 2008 : Fashion Victim : une reporter
- 2008 : Toxic : Malvi
- 2010 : The Prince, the Pimp, the Jackal and the Spayed

### Télévision
- 1999 : Power Rangers : L'Autre Galaxie : Maya, le Ranger jaune
- 2000 : Malcolm (Malcolm in the Middle) (saison 2, épisode 21) : Carly
- 2001 : Felicity (saison 4, épisode 4) : Denise Jensen
- 2001 : Ally McBeal (saison 5, épisode 19) : Penny
- 2005 : Les Experts (CSI: Crime Scene Investigation) (saison 4, épisode 4) : Gwen
- 2006 : Bones (saison 2,épisode 6) : Denise
- 2007 : Mon oncle Charlie (Two and a Half Men) (saison 5, épisode 12) : Lulu
- 2009 : La Nouvelle Vie de Gary (Gary Unmarried) : Miss St. James, la remplaçante
- 2012 : The Walking Dead: Cold Storage : Kelly
- 2013 : La Maison des souvenirs (The Thanksgiving House) : Ashleigh
- 2016-2018 : Harley, le cadet de mes soucis (Stuck in the Middle) : Suzy Diaz (57 épisodes)
- 2021 : Mia, 17 ans pour toujours (Secrets in the Water) : Laura (téléfilm)